# Drusus discophorus
Drusus discophorus là một loài Trichoptera trong họ Limnephilidae. Chúng phân bố ở miền Cổ bắc.